# Halictus eurygnathus
De Halictus eurygnathus (tên tiếng Anh: holkopgroefbij) là một loài Hymenoptera trong họ Halictidae. Loài này được Bluethgen miêu tả khoa học năm 1931.
Volgens sommige, maar niet alle, bronnen is H. eurygnathus een synoniem van Halictus compressus.